# Cuatro pícaros bomberos
 Cuatro pícaros bomberos  es una película de Argentina filmada en Eastmancolor dirigida por Carlos Galettini según el guion de Máximo Aguirre que se estrenó el 17 de mayo de 1979 y que tuvo como actores principales a Ismael Echeverría,  Alberto Anchart, Gianni Lunadei y  María Noel.

## Sinopsis
Cuatro bomberos se ven involucrados en la estafa a un empresario de la carne.

## Reparto
Intervinieron en la película los siguientes intérpretes:
- Ismael Echeverría ... Rufino Manggiapane
- Alberto Anchart ... Virginio
- Gianni Lunadei ... Diez Pérez
- María Noel ... Verónica
- Charly Diez Gómez ... Bruno
- Nelly Prono ... Rosaura
- Juan Manuel Tenuta ... Don Pedro Belagamba
- Jorge Villalba ... Roseto
- Beatriz Spelzini ... María Cristina
- Marcelo José ... Cachito
- Raúl Ricutti ... Pancho
- Juan Carlos Lamas
- Pedro Martínez
- Mercedes Yardín
- Manuela Bravo ... Susana Belagamba Olazábal
- Luis Dávila ... Jefe del Cuerpo de Bomberos
- Héctor Doldi
- Juan Quetglas
- Matilde Mur
- Jaimito Cohen
- Lisardo García Tuñón ... Hombre en fiesta
- Osvaldo María Cabrera
- Julián Miró
- Mario Sánchez ... Salustiano Sacastrana "Jack"

## Comentarios
La Nación opinó:

«Un relato cómico en el que prevalece lo insólito.»

La Razón dijo:

«Comicidad simple en el estilo circense en una película nacional que divierte a los chicos.»

Manrupe y Portela escriben:

«Recursos de antaño y el libretista de los Cinco Grandes del Buen Humor en una comedia olvidable y sobrecargada de muecas.»